# إبراهيم آباد (مقاطعة ديواندرة)
إبراهيم‌آباد (بالفارسية: ابراهیم‌آباد) هي قرية تقع في قسم تشهل تششمه الريفي (مقاطعة ديواندرة) في إيران. يقدر عدد سكانها بـ 1,024 نسمة .